# Niall McGinn
Niall McGinn (Donaghmore, Escocia, 20 de julio de 1987) es un futbolista norirlandés. Juega de delantero y su equipo es el Peterhead F. C. de la Scottish League One.

## Selección nacional
Ha sido internacional con la selección de fútbol de Irlanda del Norte, ha jugado 73 partidos internacionales y ha anotado seis goles.

## Clubes
| Club                           | País              | Año       |
| ------------------------------ | ----------------- | --------- |
| Dungannon Swifts F. C.         | Irlanda del Norte | 2005-2008 |
| Derry City F. C.               | Irlanda del Norte | 2008-2009 |
| Celtic F. C.                   | Escocia           | 2009-2012 |
| Brentford F. C. (cedido)       | Inglaterra        | 2011-2012 |
| Aberdeen F. C.                 | Escocia           | 2012-2017 |
| Gwangju F. C.                  | Corea del Sur     | 2017      |
| Aberdeen F. C.                 | Escocia           | 2017-2022 |
| Dundee F. C.                   | Escocia           | 2022-2023 |
| Glentoran F. C.                | Irlanda del Norte | 2023-2025 |
| Greenock Morton F. C. (cedido) | Escocia           | 2024-2025 |
| Peterhead F. C.                | Escocia           | 2025-     |

## Palmarés

### Campeonatos nacionales
| Título                     | Club             | País    | Año  |
| -------------------------- | ---------------- | ------- | ---- |
| Copa de la Liga de Irlanda | Derry City F. C. | Irlanda | 2008 |
| Copa de Escocia            | Celtic F. C.     | Escocia | 2011 |